# Hauptstadtmuseum
Das Hauptstadtmuseum (chinesisch 首都博物館 / 首都博物馆, Pinyin Shŏudū Bówùguăn) befindet sich in der chinesischen Hauptstadt Peking und zählt zu den größten Kunstmuseen landesweit. Nach einer telefonischen oder online Vereinbarung ist sein Eintritt frei. 
Die Sammlung des Museums birgt mehr als 200.000 Objekte, die in den ersten Linien von den lokalen archäologischen Ausgrabungen erworben wurden. Nur 5622 Stücke davon werden ausgestellt.